# Lia Farrel
Lia Farrel, nome artístico de Lia Aldina de Souza Carvalho, (Rio de Janeiro, 08 de outubro de 1938 - Rio de Janeiro, 05 de agosto de 2016) foi uma atriz, dubladora, professora e garota-propaganda brasileira. É mãe das também atrizes Simone de Carvalho e Suzane Carvalho.

## Carreira
Lia iniciou sua trajetória em 1954 como garota propaganda do programa de Ary Barroso na TV Tupi. No ano seguinte estrearia em teatro com a peça Os Quatro Amigos, com direção de Carlos Murtinho. Em 1957 decide por interromper sua carreira para focar na vida pessoal. Em 1966 retorna ao teatro sob direção de Oswaldo Loureiro.
Estreou em 1975, em cinema, com o filme Uma Mulata para Todos de Roberto Machado. Trabalharia nos anos seguintes com os cineastas Carlos Imperial, Jean Garret e J. B. Tanko etc.
Em 1996 participa de Baby Game, com direção de Jonas Bloch, seu último espetáculo. Posteriormente, dedicou-se ao ensino do teatro, criando o Centro de Preparação de Atores Lia Farrel.
Faleceu na cidade do Rio de Janeiro, em 05 de agosto de 2016.

## Filmografia

### Televisão
| Ano  | Título                          | Papel                    | Nota                                                  |
| ---- | ------------------------------- | ------------------------ | ----------------------------------------------------- |
| 1954 | Encontro com Ary                | Garota-propaganda        |                                                       |
| 1955 | Vedetes do Turfe                | Vedete                   |                                                       |
| 1955 | Gente Importante                | —                        |                                                       |
| 1956 | Noivo de Celina                 | —                        |                                                       |
| 1956 | Carroussel                      | —                        |                                                       |
| 1956 | Gato de Botas                   | Bailarina                |                                                       |
| 1966 | Discoteca do Chacrinha          | Chacrete                 |                                                       |
| 1966 | Programa Gilson Amado           | Garota-propaganda        |                                                       |
| 1967 | A Rainha Louca                  | —                        |                                                       |
| 1967 | Anastácia, a Mulher sem Destino | —                        |                                                       |
| 1969 | Verão Vermelho                  | —                        |                                                       |
| 1972 | A Patota                        | Lia                      | [ 3 ]                                                 |
| 1973 | Programa Mauro Montalvão        | Jurada                   |                                                       |
| 1978 | Dancin' Days                    | —                        |                                                       |
| 1978 | Gina                            | Dora                     | [ 4 ]                                                 |
| 1978 | Maria, Maria                    | Leocádia                 |                                                       |
| 1979 | Você e a Moda                   | Apresentadora            |                                                       |
| 1979 | Sítio do Picapau Amarelo        | Estalajadeira            | Episódio: "Dom quixote, o cavaleiro da triste figura" |
| 1980 | Sítio do Picapau Amarelo        | Formiga Ruiva            | Episódio: "A Rainha das Abelhas"                      |
| 1983 | Caso Especial                   | Megera do prédio         | Episódio: "Alice & Alice"                             |
| 1983 | Caso Verdade                    | Lia                      | Episódio: "Olinda vem Cantar"                         |
| 1987 | Agildo no País das Maravilhas   | Várias personagens       |                                                       |
| 1988 | Caso Verdade                    | —                        | Episódio: "O Matador"                                 |
| 1989 | O Salvador da Pátria            | Vizinha de João e Ângelo | [ 7 ]                                                 |
| 1989 | Que Rei Sou Eu?                 | Mulher Nobre de Avilan   | [ 8 ]                                                 |

### Cinema
| Ano  | Título                            | Personagem    |
| ---- | --------------------------------- | ------------- |
| 1975 | Uma Mulata para Todos             | —             |
| 1977 | O Sexomaníaco                     | —             |
| 1979 | O Preço do Prazer                 | —             |
| 1979 | As Borboletas Também Amam         | Mãe de Mônica |
| 1979 | Sábado Alucinante                 | Lenita        |
| 1979 | A Dama da Zona                    | Encarnação    |
| 1980 | A Força dos Sentidos              | Ana           |
| 1981 | O Gosto do Pecado                 | Rita          |
| 1981 | Anjos do Sexo                     | Marina        |
| 1981 | Os Rapazes das Calçadas           | Dona Tereza   |
| 1981 | Mulheres, Mulheres                | Governanta    |
| 1981 | Um Marciano em Minha Cama         | —             |
| 1982 | Punks - Os Filhos da Noite        | —             |
| 1982 | A Reencarnação do Sexo            | Lia           |
| 1984 | Oh! Rebuceteio                    | Dona Rita     |
| 1985 | Exercícios Eróticos               | —             |
| 1986 | Sexo Selvagem dos Filhos da Noite | —             |

## Teatro
- 1955 - Os Quatro Amigos
- 1966 - Geração em Revolta
- 1966 - Antígona
- 1967 - A Gata Borralheira
- 1967 - João e Maria
- 1968 - A Capital Federal
- 1968 - Branca de Neve
- 1968 - Coelhinho Pitomba
- 1969 - Mogli, o menino lobo
- 1970 - O Donzelo
- 1971 - Em Família
- 1971 - Balbina de Iansã
- 1972 - Independência ou Morte
- 1973 - Via Crucis
- 1974 - Chiquinha Gonzaga
- 1975 - Loucuras na Cobertura
- 1975/1976 - Gaiola das Loucas
- 1976 - Vestido de Noiva
- 1976 - Dona Lua Quer Canções
- 1977 - Week-end
- 1977 - O Homem do Princípio ao Fim
- 1977 - Bonifácio Bilhões
- 1978 - A Burguesa Isaura
- 1978 - De Ponta a Ponta
- 1979 - Feira do Adultério
- 1980 - Fantasia 80
- 1980 - Operação Limpeza
- 1982 - Ai Vem Dilúvio
- 1983 - Boa Tarde, Governador
- 1984 - O Analista de Bagé
- 1985 - Bocage
- 1996 - Baby Game